# گغام وانیکیان
گغام وانیکیان (ارمنی: Գեղամ Վանիկեան؛ زاده ۱۸۸۹ - درگذشته ۱۹۱۵) کنشگر سیاسی و ویراستار روزنامه ارمنی‌تبار اهل امپراتوری عثمانی بود. وی در جریان نسل‌کشی ارمنی‌ها توسط حکومت ترکان جوان عثمانی کشته شد.
وی در سال ۱۹۰۴ آشوت فدایی حزب سوسیال دموکرات هنچاکیان را ملاقات نمود و ...